# Хелм (герб)

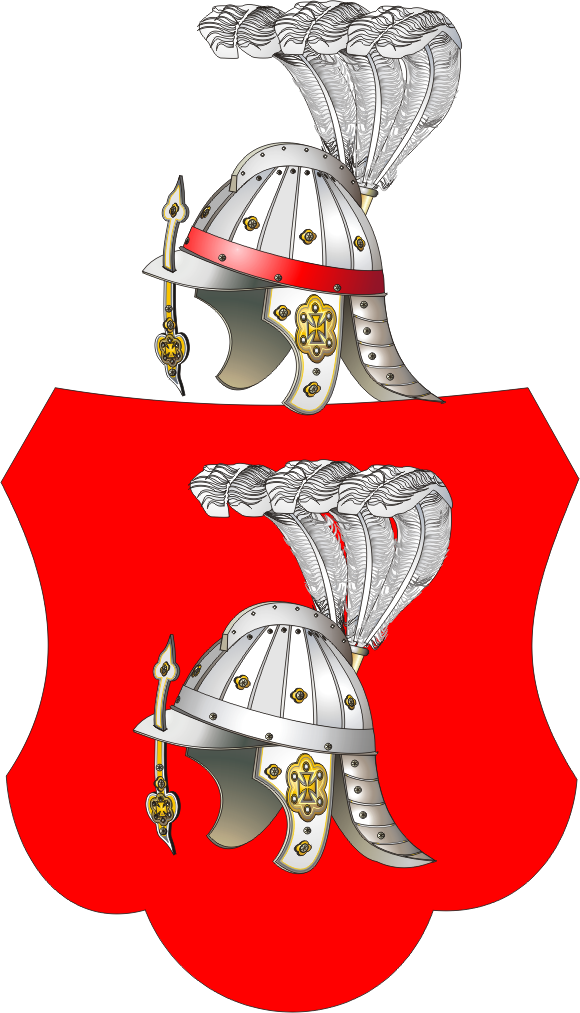
Герб Белинский — вариация герба Хелм

Хелм (Шлем, пол. Hełm, Chelm) — польский дворянский герб.

## Происхождение
Известен с 1111 года, присвоен королём Болеславом III польскому рыцарю за храбрость в битве с пруссами .
Юлиуш Островский : 

Очень старый польский герб. Использовался Старжинскими в Краковском..., Сегничами..., в Литве использовали его Адамовичи. ( перевод с польск.)

## Описание
Юлиуш Островский : 

В поле червоном — шлем с рогами и бычьим хвостом сзади. Над шлемом в короне три пера страусовых. ( перевод с польск.)
По версии Збигнева Лещица, шлем не имеет бычьего хвоста : 

В поле червоном — шлем серебряный, украшенный с каждого боку серебряным воловьим рогом. На шлеме три пера страусовых. ( перевод с польск.)
.

## Роды — носители герба
Адамович (Adamowicz), Антоневич (Antoniewicz), Антонович (Antonowicz), Беленский или Белинский (Bieleński, Bieliński), Блоневский (Błoniewski), Дорнях (Dorniach), Герман (German), Хелм (Helm, Hełm), Хелман (Helman), Сегнич (Segnicz), Старжинский (Starzyński) .